# Werner Compes
Werner Compes (* 22. April 1942 in Düsseldorf) ist ein deutscher Opernsänger (Tenor) und Gesangspädagoge.

## Leben
Nach seiner Gesangsausbildung bei Franziska Martienssen-Lohmann, Paul Lohmann und Valerie Bak in Düsseldorf wurde Werner Compes zum Beginn seiner Sängerlaufbahn auch von Dietrich Fischer-Dieskau und Elisabeth Schwarzkopf unterrichtet. 1969 und 1979 erhielt er den Förderpreis der Stadt Düsseldorf. Ein erster Höhepunkt seiner Karriere war 1975 der erste Preis der Tenöre beim concorso internazionale per giovani artisti lirici in Montepulciano, der ein vom Land Nordrhein-Westfalen gefördertes Studium bei Mario del Monaco in Italien zur Folge hatte. Ebenfalls 1975 trat er zusammen mit Anneliese Rothenberger in deren Fernsehshow Anneliese Rothenberger gibt sich die Ehre auf. 1978 absolvierte er mit Zubin Mehta und dem Israel Philharmonic Orchestra eine Tournee durch Israel mit zwölf Konzerten.
Weitere internationale Erfolge feierte Compes 2004 bei Opernkonzerten und der TV-Produktion des Mozart-Requiems in Salvador/Brasilien, 2005 bei TV-Konzerten mit Beethovens Neunter Sinfonie in Tokio und 2007 bei einer Konzerttournee in Chile. Ebenso war er Gast auf zahlreichen Festspielen im In- und Ausland, darunter bei den Ludwigsburger Schlossfestspielen, den Münchner Opernfestspielen, den Bad Hersfelder Festspielen, Wratislavia Cantans, Flandern Festival in Gent, den Kasseler Musiktagen, den Berliner Festwochen und den Ruhrfestspielen Recklinghausen. Feste Engagement hatte Compes an den Staatstheatern Braunschweig, Kassel und Darmstadt. Der Komponist Giselher Klebe widmete Compes einen Liederzyklus, den dieser 1977 in Hannover erstmals sang.
Werner Compes arbeitet in Düsseldorf auch als Gesangspädagoge, der zahlreiche Berufsanfänger, aber auch ausgebildete Sängerinnen und Sänger betreut. Außerdem wirkt er als Stimmbildner für Solisten und Chorsänger der Kantorei der Johannes-Kirche Düsseldorf und des Kammerchors Vox Bona in Bonn.